# Filippo Strofaldi

Bischofswappen von Filippo Strofaldi

Filippo Strofaldi (* 14. August 1940 in Neapel; † 24. August 2013 in Casamicciola Terme) war ein italienischer Geistlicher und Bischof von Ischia.

## Leben
Filippo Strofaldi empfing 19. Juli 1964 die Priesterweihe.
Papst Johannes Paul II. ernannte ihn am 25. November 1997 zum Bischof von Ischia und spendete ihm am 6. Januar 1998 im Petersdom die Bischofsweihe; Mitkonsekratoren waren die Kurienerzbischöfe Giovanni Battista Re und Jorge María Mejía. Als Wahlspruch wählte er Confitebor tibi Domine. Die feierliche Amtseinführung (Inthronisation) fand am 14. Februar 1998 in der Kathedrale von Ischia statt. Er war Mitglied der bischöflichen Kommission für den Klerus und das geweihte Leben der italienischen Bischofskonferenz.
Papst Benedikt XVI. nahm am 7. Juli 2012 das von Filippo Strofaldi aus gesundheitlichen Gründen vorgebrachte Rücktrittsgesuch an.